# Савезне Државе Микронезије на Светском првенству у атлетици у дворани 2014.
Микронезија је учествовала на Светском првенству у атлетици у дворани 2014. одржаном у Сопоту од 7. до 9. марта. Репрезентацију Микронезије на њеном петом учествовању на светским првенствима у дворани представљао је један атлетичар који се такмичио у трци на 60 метара.,
На овом првенству Микронезија није освојила ниједну медаљу али је остварен лични рекорд.

## Учесници
Мушкарци:
- Yondan Namelo — 60 м

## Резултати

### Мушкарци
| Атлетичар     | Дисциплина | Лични рекорд | Квалификације | Квалификације | Полуфинале           | Полуфинале           | Финале               | Финале       | Детаљи |
| Атлетичар     | Дисциплина | Лични рекорд | Резултат      | Место         | Резултат             | Место                | Резултат             | Место        | Детаљи |
| ------------- | ---------- | ------------ | ------------- | ------------- | -------------------- | -------------------- | -------------------- | ------------ | ------ |
| Yondan Namelo | 60 м       |              | 7,56 ЛР       | 7. у гр. 3    | Није се квалификовао | Није се квалификовао | Није се квалификовао | 42 / 43 (44) |        |